# فيتالي تاجبيرت
فيتالي تاجبيرت (بالألمانية: Vitali Tajbert) مواليد 25 مايو 1982 في بافلودار، أوبليس بافلودار، الجمهورية الكازاخية السوفيتية الاشتراكية، هو ملاكم ألماني يصنف ضمن فئة وزن الريشة. حقق الميدالية البرونزية في الألعاب الأولمبية الصيفية 2004.

## إحصائيات
خاض خلال مسيرته 24 نزالا، فاز في 22 وخسر في 2. فاز بالضربة القاضية في 6 نزالا.

## الميداليات
| الميدالية | المسابقة                       |
| --------- | ------------------------------ |
| برونزية   | الألعاب الأولمبية الصيفية 2004 |

## روابط خارجية
- فيتالي تاجبيرت على موقع بوكس ريك (الإنجليزية) (registration required)
- فيتالي تاجبيرت على موقع أوليمبيديا (الإنجليزية)